# Aamron
Aamron, précédemment Amron, de son vrai nom Tchala Essowè Narcisse, est un rappeur et entrepreneur togolais.

## Biographie
Influencé par le rappeur français d'origine sénégalais MC Solaar, Aamron commence le rap à quinze ans. Alors qu'il était destiné à une carrière d'avocat, il décide de se consacrer au rap. En 2009, il est révélé au public togolais par son premier single éponyme Amron. En août 2010, il sort son premier album Black Boys composé de seize titres.
La même année, il remporte le prix du meilleur tube rap et de la meilleure vidéo de l'année aux Togo Hip Hop Awards avec le clip de Black Boys. En 2011 il sort un nouveau single, Alléluia tout baigne, grâce auquel il obtient les prix du meilleur tube rap et de la meilleure vidéo de l'année aux All Music Awards,,.  

## Discographie partielle

### Singles
- 2012 : Do it easy (feat. Mister Blaaz)

## Récompenses
- 2010 : Meilleur tube rap et meilleure vidéo de l'année aux All Music Awards[4].
- 2011 : Meilleur tube rap et meilleure vidéo de l’année aux All Music Awards[5].